# Kafétien Gomis
Kafétien Gomis, född 23 mars 1980, är en fransk friidrottare som tävlar i längdhopp.